# Jeux olympiques d'été de 1960
Pour les articles homonymes, voir Jeux olympiques de 1960.
Les Jeux olympiques d'été de 1960, officiellement connus comme les Jeux de la XVIIe olympiade de l'ère moderne, ont lieu à Rome en Italie, du 25 août au 11 septembre 1960.
La ville de Rome avait dû renoncer aux Jeux olympiques de 1908, qu'elle avait obtenus, car elle était incapable de faire face aux exigences financières. En effet, les fonds destinés aux Jeux furent utilisés pour réparer les dégâts de l'éruption du Vésuve de 1906.
Pour ces premiers Jeux d'été en terre italienne, l'organisation, la couverture télévisée (RAI) et les installations furent à la hauteur de l'événement. Le seul point négatif a été la canicule, qui fit souffrir de nombreux athlètes. C'est à Rome que, pour la première fois, les médailles sont passées autour du cou du vainqueur. 
C'est la première fois que se déroulent aussi des Jeux paralympiques.

## Élection de la ville hôte
Le Comité international olympique confie l'organisation des Jeux olympiques d'été de 1960 à la ville de Rome au cours de la 50e session du 15 juin 1955 à Paris. La capitale italienne devance la ville de Lausanne de 11 voix au troisième tour de scrutin. Les villes de Detroit, Budapest, Bruxelles, Mexico et Tokyo sont les autres villes finalistes.
| Villes    | Pays       | Tour 1 | Tour 2 | Tour 3 |
| Rome      | Italie     | 15     | 26     | 35     |
| Lausanne  | Suisse     | 14     | 21     | 24     |
| Detroit   | États-Unis | 6      | 11     | -      |
| Budapest  | Hongrie    | 8      | 1      | -      |
| Bruxelles | Belgique   | 6      | -      | -      |
| Mexico    | Mexique    | 6      | -      | -      |
| Tōkyō     | Japon      | 4      | -      | -      |

## Organisation
Le comité d'organisation est présidé par l'alors ministre italien de la Défense, Giulio Andreotti.

### Emblèmes

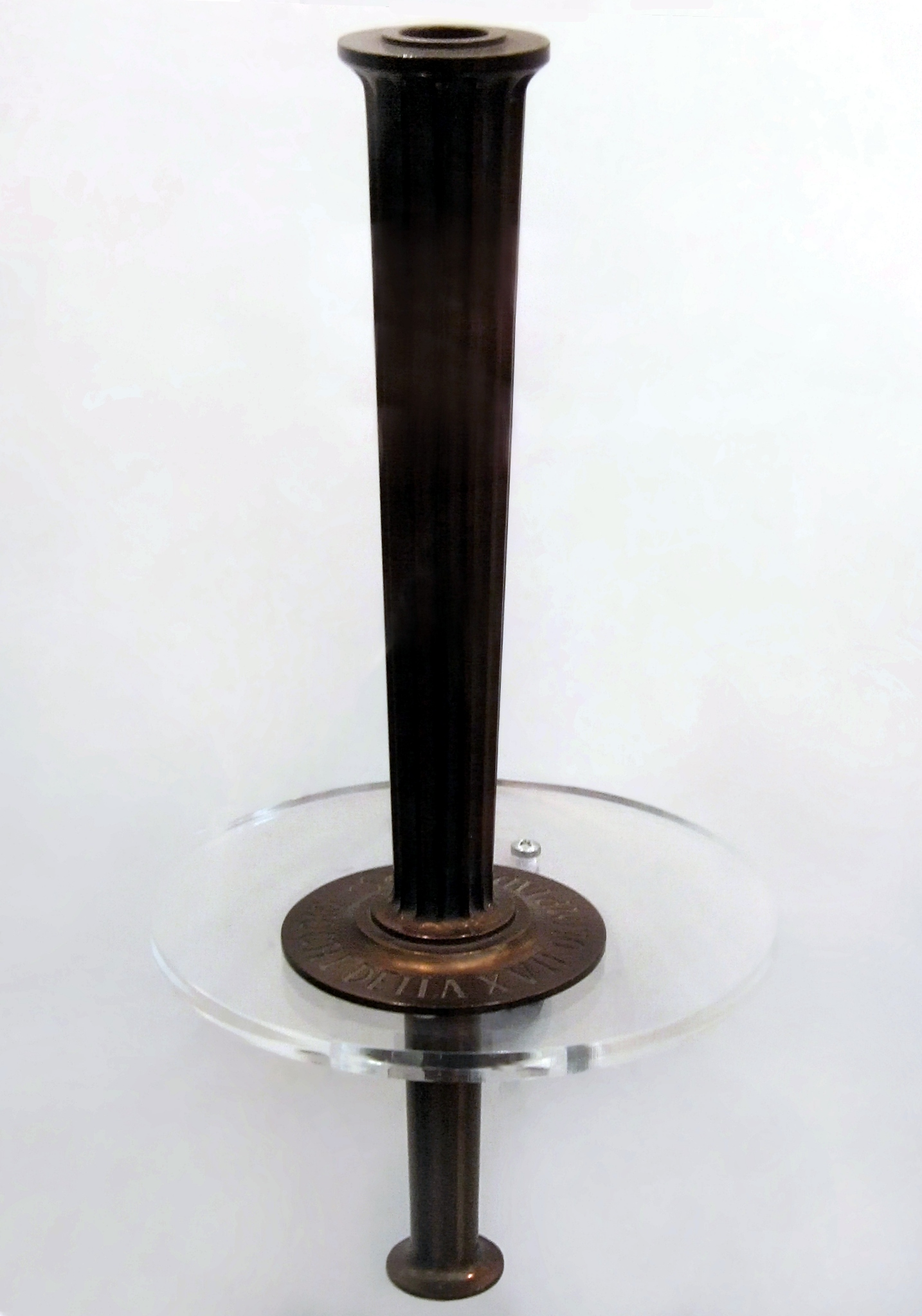
La torche olympique.

Le logo des Jeux olympiques de Rome représente la louve romaine, allaitant Romulus et Rémus, les frères jumeaux fondateurs de la ville de Rome selon la légende. En dessous, est indiqué la date de 1960 en chiffres romains surmontant les anneaux olympiques.
La torche s'inspire de celles des anciens monuments de Rome. Elle porte l'inscription Giochi della XVII Olimpiade (Jeux de la 17e olympiade).

### Sites olympiques
Le comité d'organisation investit 60 milliards de lires pour la construction des sites olympiques mais utilisa également certaines infrastructures construite sous Mussolini tel que le Stadio dei Marmi où se tint la compétition de hockey sur gazon. Le village fut situé au nord de Rome, dans une boucle du Tibre, à 10 min seulement en voiture du Colisée. L'aéroport international de Fiumicino fut spécialement édifié pour l'événement.
Certaines épreuves eurent la particularité de se situer dans des sites historiques de Rome. C'est ainsi que les compétitions de lutte se disputèrent dans les ruines de la basilique de Maxence, la gymnastique aux Thermes de Caracalla et l'arrivée du marathon se situa au pied de l'Arc de Constantin.
- Stade olympique : Athlétisme, épreuves équestres
- Stade Flaminio : Football
- Stade nautique olympique : Natation, Plongeon, Water polo
- Palazzo dello sport : Basket-ball, Boxe, Haltérophilie
- Vélodrome olympique : Cyclisme, Hockey sur gazon
- Stadio dei Marmi : Hockey sur gazon
- Thermes de Caracalla : Gymnastique
- Basilique de Maxence et Constantin : Lutte
- Palais des congrès : Escrime
- Umberto I Shooting Range : Tir
- Piscina delle Rose : Water-polo
- Lac d'Albano : Aviron, Canoë-kayak
- Piazza di Siena et Pratoni del Vivaro : Équitation
- Baie de Naples : Voile
- Les tours préliminaires du tournoi olympique de Football eurent lieu également à Florence, Grosseto, dans le stade Tommaso-Fattori à L'Aquila, Livourne, Pescara et Naples.

## Cérémonie d'ouverture

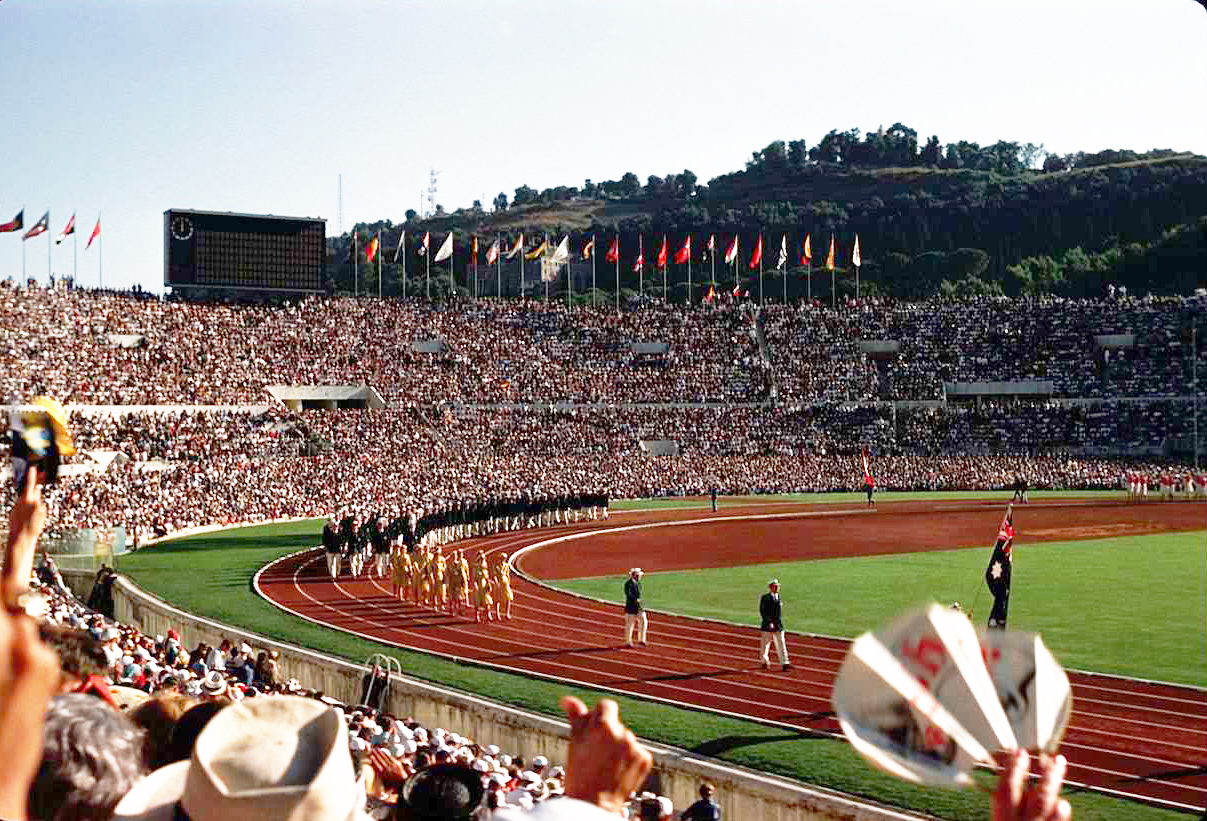
Défilé des athlètes lors de la cérémonie d'ouverture.

Cent mille spectateurs assistent à la cérémonie d'ouverture le 25 août 1960. La délégation chilienne défile avec un bandeau noir en raison du récent tremblement de terre ayant touché son pays. Pour la première fois, le porte-drapeau de la délégation américaine est un athlète de couleur, Rafer Johnson.
Le président de la République italienne Giovanni Gronchi arrive à la cérémonie d'ouverture avec six minutes de retard à cause des inévitables embouteillages dans la capitale romaine. Adolfo Consolini prononce le serment olympique. L'athlète italien Giancarlo Peris, dernier porteur de la flamme, allume la vasque olympique.
Après les discours protocolaires, la cérémonie se conclut par des coups de canon, par le son des cloches vaticanes et par l'envolée de milliers de pigeons du stade olympique.

## Nations participantes

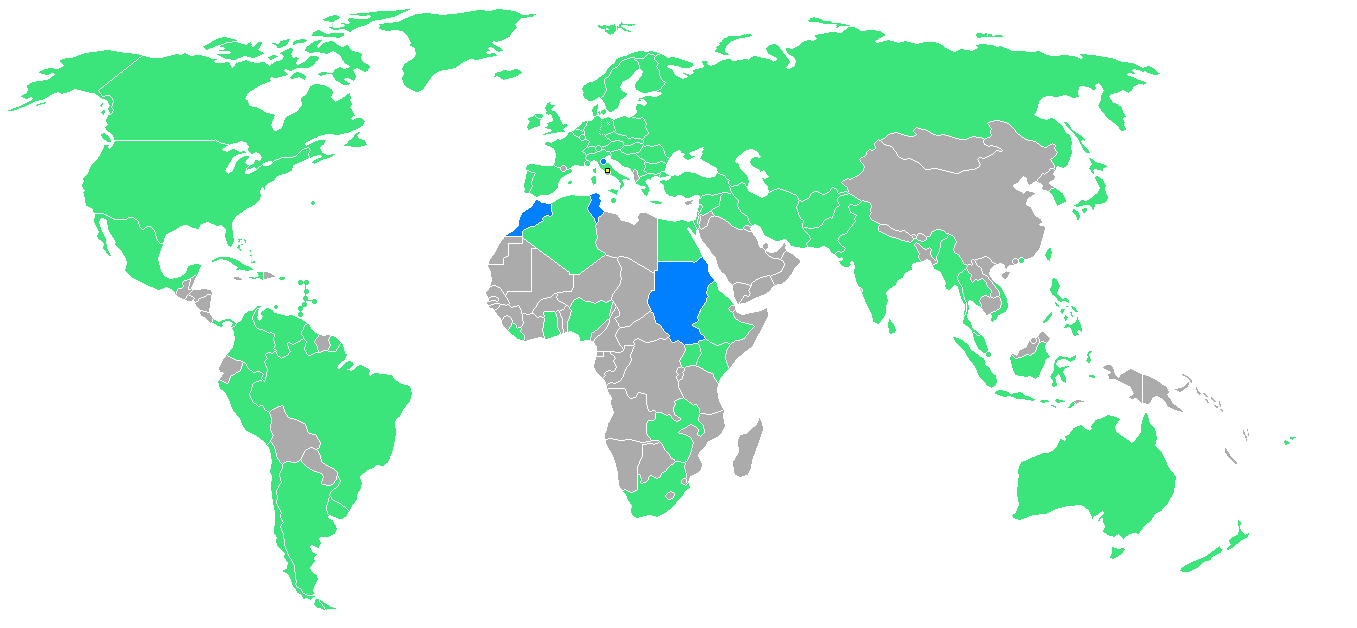
Pays participants en 1960.
Pays participant pour la première fois.
Pays ayant déjà participé.

Les Jeux olympiques de Rome rassemblèrent un nombre-record de participants avec plus de 5 000 athlètes venus de 83 pays. Ce chiffre s'explique notamment par le nombre de nouveaux pays africains ayant acquis leur indépendance à la fin des années 1950. C'est ainsi que le Maroc, le Soudan, la Tunisie, Saint-Marin, Taïwan (Formose) et la République arabe unie (union politique de l'Égypte et de la Syrie) participent à leurs premiers Jeux.
Les athlètes de la Barbade, de la Jamaïque et de Trinité-et-Tobago forment une équipe commune des Indes occidentales. La Rhodésie réunit la Fédération de Rhodésie et du Nyassaland. Le Suriname, 84e pays, déclara forfait pour la compétition. La Chine communiste, qui est sortie du CIO le 25 août 1958, est absente à Rome à la suite de son différend avec Taïwan qui participe aux Jeux sous le nom de Formose. Par ailleurs, comme en 1956, les deux Allemagne sont contraintes par le CIO de former une seule équipe, l'équipe unifiée d'Allemagne. Dans l'équipe sud-africaine, l'absence de tout athlète noir suscite la polémique : le CIO et Avery Brundage, dûment informés, notamment par l'Association sportive sud-africaine, des discriminations exercées à leur encontre, laissèrent faire et cooptèrent pour faire bonne mesure, comme membre Kényan du CIO, un Blanc.
| Afrique | Amériques | Asie | Europe | Océanie                                |
| - Afrique du Sud - République arabe unie - Éthiopie - Ghana - Kenya - Liberia - Maroc - Nigeria - Ouganda - Rhodésie - Soudan - Tunisie | - Antilles néerlandaises - Argentine - Bahamas - Bermudes - Brésil - Canada - Chili - Colombie - Cuba - États-Unis - Guyana - Haïti - Indes occidentales - Mexique - Panama - Pérou - Porto Rico - Suriname - Uruguay - Venezuela | - Afghanistan - Birmanie - Ceylan - Corée du Sud - Taïwan - Hong Kong - Inde - Indonésie - Iran - Irak - Israël - Japon - Liban - Malaisie - Pakistan - Philippines - Singapour - Thaïlande - Viêt Nam | - Équipe unifiée d’Allemagne - Autriche - Belgique - Bulgarie - Danemark - Espagne - Finlande - France - Grande-Bretagne - Grèce - Hongrie - Irlande - Islande - Italie - Liechtenstein - Luxembourg - Malte - Monaco - Pays-Bas - Norvège - Pologne - Portugal - Roumanie - Saint-Marin - Suède - Suisse - Tchécoslovaquie - Turquie - Union soviétique - Yougoslavie | - Australie - Fidji - Nouvelle-Zélande |
| 12 pays | 18 pays | 20 pays | 30 pays | 3 pays                                 |

## Compétition

### Sports et résultats
19 sports et 150 épreuves sont au programme de ces Jeux olympiques de Rome. Aucune discipline n'est en démonstration.
| - Athlétisme (33) - Aviron (7) - Basket-ball (1) - Boxe (10) - Canoë-kayak (7) - Cyclisme (6) - Équitation (5) | - Escrime (8) - Football (1) - Gymnastique (14) - Haltérophilie (7) - Hockey sur gazon (1) - Lutte (8) - Pentathlon moderne (2) | - Sports aquatiques Natation (15) Plongeon (4) Water-polo (1) - Tir (6) - Voile (5) |

### Faits marquants
Première apparition des jeux paralympiques 
Une particularité concerne le chronométrage qui ne fut pas effectué par des marques de chronomètres, sponsors traditionnels, mais par la Fédération italienne des chronométreurs avec la présence de 82 chronométreurs venus de toute l'Italie et qui ont relevé et certifié les résultats en athlétisme, natation, cyclisme, aviron, boxe et sports équestres.
Pour la première fois, la télévision couvrit l'ensemble des compétitions : la RAI produisit 106 heures d'émissions, diffusées dans toute l'Europe, en direct intégral et en Eurovision ce qui constituait une première mondiale, une quantité démesurée, étant donné l'existence d'une seule chaîne.
Athlétisme

Résultats détaillés

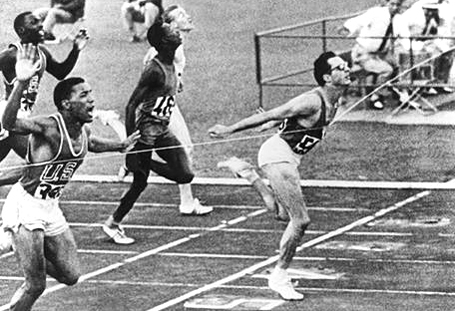
Victoire de l'Italien Livio Berruti sur le 200 m.

L'Éthiopien Abebe Bikila devient le héros de toute l'Afrique en remportant l'épreuve du marathon les pieds nus. Bikila, soldat de la garde personnelle de l'Empereur Hailé Sélassié Ier, entraîné par un Suédois d'origine finlandaise, établit à l'occasion un nouveau record mondial en 2 h 15 min 16 s. À 28 ans, il triomphe sous l'arc de Constantin, à l'endroit même d'où, 25 ans avant, le dictateur italien Mussolini avait envoyé ses troupes conquérir l'Abyssinie. Véritable légende dans tout le continent africain, il ouvrit la voie à tous les coureurs de fond de ce continent qui finissent par dominer les olympiades suivantes.
L'athlète noire-américaine Wilma Rudolph retient toutes les attentions en remportant trois médailles d'or en sprint sur le 100 m, le 200 m et le relais 4 × 100 m. Pour la première fois depuis 1928, le programme féminin inclut des distances supérieures au tour de piste. Devant un public en délire, le sprinteur italien Livio Berruti devient le premier non-Américain à remporter le 200 mètres. À 37 ans et 348 jours, la Tchèque Dana Zátopková, épouse du légendaire Emil Zátopek, devient la doyenne des médaillées olympiques en remportant l'argent du javelot. Au saut en longueur, l'Américain Ralph Boston bat le record olympique de Jesse Owens avec un bond de 8,12 m.
C'est la première année où le saut à la perche est effectué avec des perches en fibre de verre.
Aviron

Résultats détaillés

Basket-ball

Résultats détaillés

Boxe

Résultats détaillés

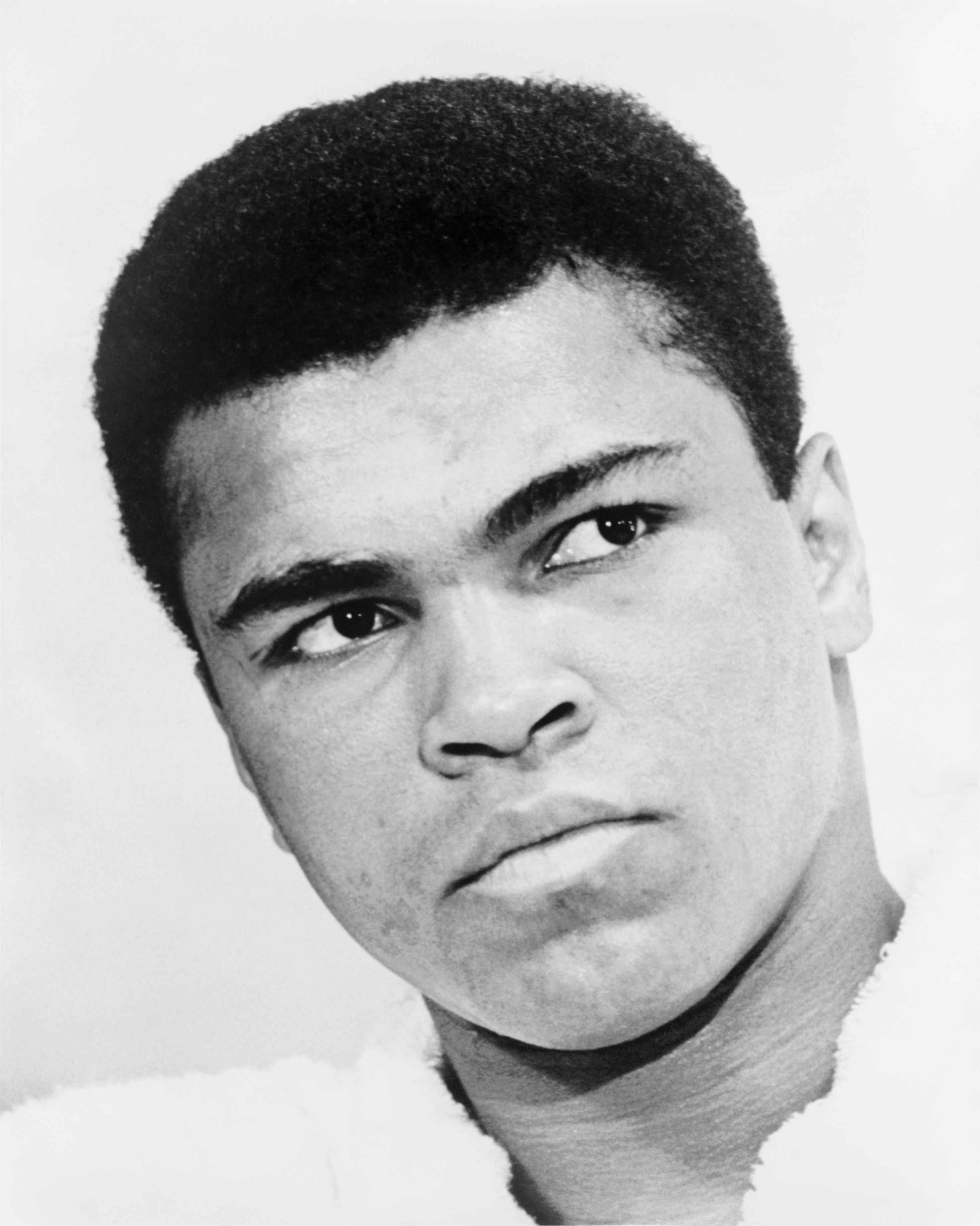
Le boxeur Mohammed Ali

L'Américain Cassius Clay s'impose chez les mi-lourds en remportant ses quatre combats sans difficulté. C'est la première étape d'une carrière légendaire sous le nom de Mohamed Ali.
Canoë-kayak

Résultats détaillés

Le Suédois Gert Fredriksson remporte sa sixième médaille d'or devenant du même coup le kayakiste le plus médaillé de l'histoire olympique.
Cyclisme

Résultats détaillés

Les Jeux de Rome sont le théâtre d'un drame : la mort du cycliste danois Knud Enemark Jensen, pendant le 100 km contre-la-montre par équipes. Prétendu victime d'une insolation, l'autopsie révèle une surconsommation d'amphétamines.
Équitation

Résultats détaillés

Escrime

Résultats détaillés

Le sabreur hongrois Aladar Gerevich remporte la dixième médaille olympique de sa carrière à l'âge de 50 ans, il s'agit aussi de sa sixième médaille d'or consécutive dans l'épreuve de sabre par équipe.
Football

Résultats détaillés

La Yougoslavie, qui se qualifia pour la finale du tournoi olympique par tirage au sort, remporte l'épreuve en battant le Danemark.
Gymnastique

Résultats détaillés

Haltérophilie

Résultats détaillés

Hockey sur gazon

Résultats détaillés

L'équipe du Pakistan remporte le titre olympique et met fin à une invincibilité de trente ans de l'Inde.
Lutte

Résultats détaillés

Natation

Résultats détaillés

L'Américaine Christine Von Saltza remporte quatre médailles, dont trois titres olympiques. Sur le 100 m nage libre hommes, son compatriote Lance Larson est désigné vainqueur pour un centième par les juges et le chronomètre électronique officieux, mais le responsable du jury déclare, en dépit du bon sens, l'Australien John Devitt vainqueur. Les États-Unis n'eurent jamais gain de cause de leur contestation.
Pentathlon moderne

Résultats détaillés

Tir

Résultats détaillés

Voile

Résultats détaillés

Le Danois Paul Elvström remporte sa quatrième médaille d'or consécutive en classe Finn.

### Records de médailles
| Athlète          | Pays             | Sport       | Médaille d'or, Jeux olympiques | Médaille d'argent, Jeux olympiques | Médaille de bronze, Jeux olympiques | Total |
| Boris Shakhlin   | Union soviétique | Gymnastique | 4                              | 2                                  | 1                                   | 7     |
| Larisa Latynina  | Union soviétique | Gymnastique | 3                              | 2                                  | 1                                   | 6     |
| Takashi Ono      | Japon            | Gymnastique | 3                              | 1                                  | 2                                   | 6     |
| Chris von Saltza | États-Unis       | Natation    | 3                              | 1                                  | 0                                   | 4     |
| Wilma Rudolph    | États-Unis       | Athlétisme  | 3                              | 0                                  | 0                                   | 3     |
| Polina Astakhova | Union soviétique | Gymnastique | 2                              | 1                                  | 1                                   | 4     |

### Tableau des médailles
| Rang | Pays / Équipe              | Médaille d'or, Jeux olympiques | Médaille d'argent, Jeux olympiques | Médaille de bronze, Jeux olympiques | Total |
| 1    | Union soviétique           | 43                             | 29                                 | 31                                  | 103   |
| 2    | États-Unis                 | 34                             | 21                                 | 16                                  | 71    |
| 3    | Italie                     | 13                             | 10                                 | 13                                  | 36    |
| 4    | Équipe unifiée d'Allemagne | 12                             | 19                                 | 11                                  | 42    |
| 5    | Australie                  | 8                              | 8                                  | 6                                   | 22    |
| 6    | Turquie                    | 7                              | 2                                  | 0                                   | 9     |
| 7    | Hongrie                    | 6                              | 8                                  | 7                                   | 21    |
| 8    | Japon                      | 4                              | 7                                  | 7                                   | 18    |
| 9    | Pologne                    | 4                              | 6                                  | 11                                  | 21    |
| 10   | Tchécoslovaquie            | 3                              | 2                                  | 3                                   | 8     |
| 11   | Roumanie                   | 3                              | 1                                  | 6                                   | 10    |
| 12   | Royaume-Uni                | 2                              | 6                                  | 12                                  | 20    |
| 13   | Danemark                   | 2                              | 3                                  | 1                                   | 6     |
| 14   | Nouvelle-Zélande           | 2                              | 0                                  | 1                                   | 3     |
| 15   | Bulgarie                   | 1                              | 3                                  | 3                                   | 7     |
| 16   | Suède                      | 1                              | 2                                  | 3                                   | 6     |
| 17   | Finlande                   | 1                              | 1                                  | 3                                   | 5     |
| 18   | Autriche                   | 1                              | 1                                  | 0                                   | 2     |
| 18   | Yougoslavie                | 1                              | 1                                  | 0                                   | 2     |
| 20   | Pakistan                   | 1                              | 0                                  | 1                                   | 2     |
| 21   | Norvège                    | 1                              | 0                                  | 0                                   | 1     |
| 21   | Éthiopie                   | 1                              | 0                                  | 0                                   | 1     |
| 21   | Grèce                      | 1                              | 0                                  | 0                                   | 1     |
| 24   | Suisse                     | 0                              | 3                                  | 3                                   | 6     |
| 25   | France                     | 0                              | 2                                  | 3                                   | 5     |
| 26   | Belgique                   | 0                              | 2                                  | 2                                   | 4     |
| 27   | Iran                       | 0                              | 1                                  | 3                                   | 4     |
| 28   | Pays-Bas                   | 0                              | 1                                  | 2                                   | 3     |
| 29   | Union d'Afrique du Sud     | 0                              | 1                                  | 2                                   | 3     |
| 30   | Argentine                  | 0                              | 1                                  | 1                                   | 2     |
| 30   | Égypte                     | 0                              | 1                                  | 1                                   | 2     |
| 32   | Ghana                      | 0                              | 1                                  | 0                                   | 1     |
| 32   | Canada                     | 0                              | 1                                  | 0                                   | 1     |
| 32   | Singapour                  | 0                              | 1                                  | 0                                   | 1     |
| 32   | Portugal                   | 0                              | 1                                  | 0                                   | 1     |
| 32   | Inde                       | 0                              | 1                                  | 0                                   | 1     |
| 32   | Maroc                      | 0                              | 1                                  | 0                                   | 1     |
| 32   | Taïwan                     | 0                              | 1                                  | 0                                   | 1     |
| 39   | Indes occidentales         | 0                              | 0                                  | 2                                   | 2     |
| 39   | États-Unis du Brésil       | 0                              | 0                                  | 2                                   | 2     |
| 41   | Espagne                    | 0                              | 0                                  | 1                                   | 1     |
| 41   | Mexique                    | 0                              | 0                                  | 1                                   | 1     |
| 41   | Irak                       | 0                              | 0                                  | 1                                   | 1     |
| 41   | Venezuela                  | 0                              | 0                                  | 1                                   | 1     |

## Médias
Pour la première fois, les Jeux olympiques sont retransmis en direct à travers le monde, et notamment par 17 pays membres de l'Eurovision. Le Stade olympique possède une tribune de presse de 1 126 places. 2 194 journalistes et 143 commentateurs sont accrédités.
Ces Jeux de 1960 marquent la véritable entrée de l'argent généré par la télévision dans les Jeux olympiques et surtout dans les finances du Comité international olympique. Les contrats de télévision rapportent 1 178 257 dollars au Comité d'organisation. La chaîne ABC paie à elle seule 394 000 dollars pour obtenir les droits de retransmission aux États-Unis.